# Guman-myeon
Guman-myeon (koreanska: 구만면)  är en socken i kommunen Goseong-gun i provinsen Södra Gyeongsang i den södra delen av Sydkorea, 300 km söder om huvudstaden Seoul.